# 鑫科材料
安徽鑫科新材料股份有限公司（上交所：600255，简称：*ST鑫科，英文：Kingswood Enterprise Co.,Ltd），是中国上海证券交易所的一家上市公司，主要从事铜材料及贵金属材料的生产和销售。
该公司于1998年9月由芜湖恒鑫铜业集团有限公司联合合肥工大复合材料高新技术开发有限公司、安徽省冶金科学研究所、芜湖市建设投资有限公司、芜湖市鸠江工业投资有限责任公司四家单位发起成立，2000年11月22日在上海证券交易所挂牌上市。2017年8月，公司名称由“安徽鑫科新材料股份有限公司”变更为“安徽梦舟实业股份有限公司”，证券简称由“鑫科材料”变更为“梦舟股份”。
2014年，集团所持有的“XINKE及图”商标被国家工商总局认定为中国驰名商标。
2017年，公司实现营业收入53.75亿元，同期增长4.54%；实现净利润1.50亿元，同比下降21.56%。
2020年，梦舟股份开始筹备退出影视制作行业。当年10月，该公司复名“安徽鑫科新材料股份有限公司”，并于次月将旗下的西安梦舟公司转让予北京圣贤公司，以此全面回归铜加工业务。